# Lánczi Jenő
Lánczi Jenő, születési nevén Lőwinger Jenő (Szolnok, 1875. június 6. – 1944. június 19.) magyar szociológus, ügyvéd, újságíró, lapszerkesztő.

## Élete
Löwinger Illés szolnoki nagybirtokos és Braun Róza fia. A Budapesti Tudományegyetemen jogi tanulmányokat folytatott. 1901-ben ügyvédi oklevelet szerzett és évtizedeken át ügyvédként működött. Haladó szellemű társadalomtudományi és szociálpolitikai tanulmányok mellett filozófiai kérdésekkel is foglalkozott. A Huszadik Század munkatársa volt, majd az 1910-ben megindult Szociálpolitikai Szemlét szerkesztette Kadosa Marcellel. Társadalomtudományi írásai a Nyugatban is megjelentek. Mint gyakorlati jogász több adóismertető kiadványt jelentetett meg. Titkára volt a Cipőgyárosok Országos Szövetségének.

## Családja
Házastársa Schwarz Cecília volt, Schwarz Adolf és Bruck Fedóra lánya, akit 1904. december 27-én Budapesten, a Terézvárosban vett feleségül.
Gyermeke
- Lánczi Kornélia, férjezett Rosner Károlyné.[6]

## Főbb művei
- Szocializmus és ethika (Budapest, 1908)
- Fajok harca és osztályharc (Budapest, 1909)
- A polgári perrendtartás Zsebkönyve (Budapest, 1911)
- Vallás és kapitalizmus (Békéscsaba, 1913)
- Szerb agrárjog (Budapest, 1918)
- Most már értem az adókat (Budapest, 1933)